# Ng Kean Kok
Ng Kean Kok (* um 1980) ist ein malaysischer Badmintonspieler.

## Karriere
Ng Kean Kok wurde 2001 sowohl bei den Hong Kong Open als auch bei den Thailand Open Fünfter im Herrendoppel. 2002 siegte er bei den Australian Open, 2003 wurde er Fünfter bei den Thailand Open.

## Sportliche Erfolge
| Saison | Veranstaltung   | Disziplin    | Platz | Name                        |
| ------ | --------------- | ------------ | ----- | --------------------------- |
| 2001   | Hong Kong Open  | Herrendoppel | 5     | Jeremy Gan / Ng Kean Kok    |
| 2001   | Thailand Open   | Herrendoppel | 5     | Jeremy Gan / Ng Kean Kok    |
| 2002   | Australian Open | Herrendoppel | 1     | Ng Kean Kok / Jeremy Gan    |
| 2003   | Thailand Open   | Herrendoppel | 5     | Jeremy Gan / Ng Kean Kok    |
| 2003   | Australian Open | Mixed        | 1     | Ng Kean Kok / Chor Hooi Yee |

## Referenzen
- http://bwf.tournamentsoftware.com/profile/overview.aspx?id=1E1F890E-156A-49E7-8206-B95552D84EB2

| Personendaten    | Personendaten                 |
| ---------------- | ----------------------------- |
| NAME             | Ng, Kean Kok                  |
| KURZBESCHREIBUNG | malaysischer Badmintonspieler |
| GEBURTSDATUM     | um 1980                       |